# گمینا اوژاروف مازوویتسکی
گمینا اوژاروف مازوویتسکی (به لهستانی:  Gmina Ożarów Mazowiecki) یک گمینا در لهستان است که در شهرستان وارساف وست واقع شده‌است. گمینا اوژاروف مازوویتسکی ۷۱٫۳۴ کیلومتر مربع مساحت و ۲۲٬۴۴۴ نفر جمعیت دارد.